# Astrologia cinese

Zodiaco cinese con le dodici costellazioni

L'astrologia cinese (中國占星術S) è la tradizione astrologica che si è sviluppata parallelamente all'astronomia tradizionale a partire dall'XI secolo a.C. in Cina ed è basata su un calendario lunisolare e su alcune tradizionali unità di misura del tempo.
Questa astrologia è strettamente collegata alla filosofia cinese, dalla quale mutua (tra gli altri) i concetti di yin e yang, dei cinque elementi, dei dieci tronchi celesti e dei dodici rami terrestri.

## Lo zodiaco cinese

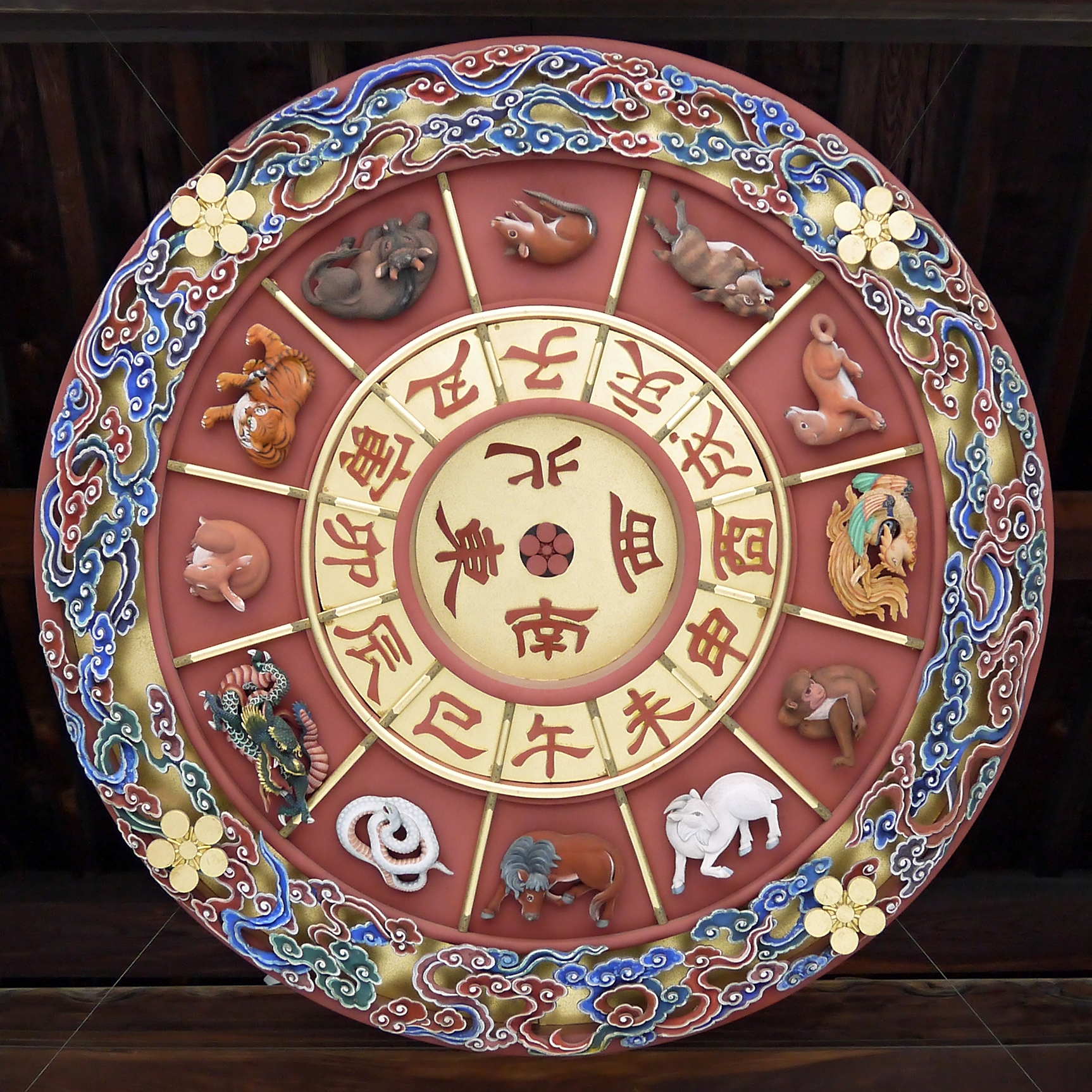
I dodici segni astrologici cinesi

### Le leggende
Esistono diverse leggende che raccontano l'origine dello zodiaco cinese, che è formato nell'ordine da Topo, Bufalo, Tigre, Coniglio, Drago, Serpente, Cavallo, Capra, Scimmia, Gallo, Cane e Maiale.
Secondo una leggenda il Buddha, nel presentimento della sua fine sulla Terra, chiamò a raccolta tutti gli animali della terra, ma solo 12 andarono ad offrire il loro saluto. Come premio per la loro fedeltà il Buddha decise di chiamare ogni anno del ciclo lunare con il nome di ciascuno dei 12 animali accorsi. Il topo, furbo e veloce di natura, arrivò per primo. Il diligente bue arrivò secondo, seguito dall'intrepida tigre e dal pacifico coniglio. Il drago arrivò quinto seguito subito dal suo fratello minore, il serpente. L'atletico cavallo fu settimo e l'elegante capra ottava, subito dopo arrivò l'astuta scimmia, e poi ancora il coloratissimo gallo, il fedele cane per poi finire con il fortunato maiale che arrivò appena in tempo per salutare il Buddha.
La leggenda spiega anche come mai il piccolo e furbo topo riuscì a battere il grande e onesto bue. Arrampicandosi sul suo dorso il topo evitò di percorrere la strada e giunto sul luogo saltò il bue e salutò il Buddha.
Questa leggenda deriva probabilmente dall'incontro tra il buddhismo e le tradizioni cinesi.
In un'altra leggenda, l'Imperatore di Giada, sovrano del Cielo e della terra, decise di visitare la Terra personalmente. Si stupì nell'ammirare le creature terrestri. Decise di prenderne dodici, da portare al Cielo, per mostrarle agli esseri divini.
Gli animali che portò via furono: un topo, un toro, una tigre, un coniglio, un drago, un serpente, un cavallo, una capra, una scimmia, un gallo, un cane e un maiale.
Il gatto, il più bello degli animali, chiese al topo di informarlo sul giorno in cui l'Imperatore di Giada sarebbe venuto a prenderli. Ma il topo, geloso della bellezza del gatto, non lo informò. Conseguentemente, il gatto non si presentò all'arrivo dell'Imperatore di Giada, e fu sostituito dal coniglio. L'Imperatore di Giada, affascinato dagli animali, decise di attribuire ad ognuno di essi un anno del calendario.
Quando il gatto venne a sapere cosa era successo, si arrabbiò furiosamente con il topo. Così la leggenda spiega anche l'origine dell'inimicizia tra gatti e topi.

### I dodici segni
Uno dei cicli su cui si basa l'astrologia cinese è di dodici anni, ognuno dei quali corrisponde a un segno dello zodiaco:
- Topo (鼠 Shǔ) - I nati sotto questo segno sono dotati di fascino ed hanno capacità di attrarre; sono anche grandi lavoratori.
- Bufalo o Bue (牛 Niú) - I nati sotto questo segno sono pazienti e poco loquaci, ma ispirano grande fiducia.
- Tigre (虎 Hǔ) - I nati sotto questo segno sono sensibili ed hanno una notevole profondità di pensiero, sono coraggiosi.
- Coniglio o Lepre (兔 Tù). I nati sotto questo segno hanno molto talento e sono ambiziosi; dimostrano notevole capacità negli affari.
- Drago (龙 Lóng) - I nati sotto questo segno godono di buona salute e dispongono di grandi energie, ma sono alquanto testardi.
- Serpente (蛇 Shé) - I nati sotto questo segno parlano poco, sono molto saggi e generosi.
- Cavallo (马 Mǎ) - I nati sotto questo segno sono simpatici e molto gioiosi, ma rischiano di parlare un po' troppo.
- Capra o Pecora (羊 Yáng) - I nati sotto questo segno sono eleganti ed hanno notevoli capacità artistiche.
- Scimmia (猴 Hóu) I nati sotto questo segno sono imprevedibili, inventivi, abili, e flessibili.
- Gallo (鸡 Jī) - I nati sotto questo segno sono sempre affaccendati e ritengono di avere sempre ragione, anche se qualche volta sbagliano.
- Cane (狗 Gǒu) - I nati sotto questo segno sono fedeli e leali, talvolta anche egoisti ed eccentrici.
- Maiale o Cinghiale (猪 Zhū) - I nati sotto questo segno sono coraggiosi e cavallereschi, non arretrano mai e si dimostrano gentili con il prossimo.

Nell'astrologia cinese il segno dell'anno identifica come sei percepito; poi in base al mese, al giorno e all'ora si identificano rispettivamente il segno interno, vero e segreto. Ogni ora, giorno, mese e anno segue l'ordine suddetto dei 12 animali (Topo, Bufalo, Tigre, ecc..).

#### Le ore
Lo zodiaco cinese è anche usato per etichettare le ore del giorno, con ciascun segno corrispondente a una "ora ampia" o "shichen" (時辰), che è un periodo di due ore. (24 divisi per 12 animali)
La lunga ora in cui nasce una persona è il suo animale segreto, come abbiamo detto sopra.
L'ora di nascita determina il secondo segno di una persona o il segno ascendente nell'astrologia cinese.
Per calcolare il tuo animale segreto (ascendente) ti basterà avere la tua data e l’ora di nascita e un piccolo calcolo, in base alla stagione in cui sei nato.
Se sei nato in inverno, sottrai 1 ora all'ora di nascita (5:25 - 1 ora = 4:25).
Se sei nato in estate, sottrai 2 ore dall'ora di nascita (5:25 - 2 ore = 3.25).
| Tempo         | Cartello           | Elemento |
| ------------- | ------------------ | -------- |
| 23:00 - 1:00  | Topo               | Acqua    |
| 1:00 - 3:00   | Bue                | Acqua    |
| 3:00 - 5:00   | Tigre              | Legno    |
| 5:00 - 7:00   | Coniglio (Lepre)   | Legno    |
| 7:00 - 9:00   | Drago              | Legno    |
| 9:00 - 11:00  | Serpente           | Fuoco    |
| 11:00 - 13:00 | Cavallo            | Fuoco    |
| 13:00 - 15:00 | Capra (Pecora)     | Fuoco    |
| 15:00 - 17:00 | Scimmia            | Metallo  |
| 17:00 - 19:00 | Gallo              | Metallo  |
| 19:00 - 21:00 | Cane               | Metallo  |
| 21:00 - 23:00 | Maiale (Cinghiale) | Acqua    |

## I cinque elementi
Un altro ciclo su cui si basa l'astrologia cinese è di dieci anni, dove ogni coppia di anni corrisponde a un elemento:
- Legno, dominato da Giove:

Chia (legno duro) - maschile
Yi (legno dolce) - femminile
- Fuoco, dominato da Marte:

Ping (sole) - maschile
Ting (focolare) - femminile
- Terra, dominato da Saturno:

Wu (roccia) - maschile
Chi (sabbia) - femminile
- Metallo o Oro, dominato da Venere:

Keng (metallo grezzo) - maschile
Hsin (metallo raffinato) - femminile
- Acqua, dominato da Mercurio:

Jen (mare) - maschile
Kuei (pioggia) - femminile

## Yin e yang
Un altro ciclo su cui si basa l'astrologia cinese è di due anni, ognuno dei quali corrisponde a yin o yang. Gli anni corrispondenti a Topo, Tigre, Drago, Cavallo, Scimmia e Cane sono anni yang; gli anni corrispondenti a Bufalo, Coniglio, Serpente, Capra, Gallo e Maiale sono anni yin. (taoismo)

## Calendario astrologico
Combinando i diversi cicli che sono alla base dell'astrologia cinese si ottiene un calendario astrologico, anche questo ciclico, che si completa in 60 anni.
Nella tabella, ad ogni segno sono associati gli anni da esso governati e per ciascun anno il giorno di Capodanno.
I colori indicano l'elemento guida per quell'anno: ROSSO = Fuoco GIALLO = Terra GRIGIO = Metallo AZZURRO = Acqua VERDE = Legno.
| Topo             | Bue              | Tigre            | Coniglio         | Drago            | Serpente         | Cavallo          | Capra            | Scimmia          | Gallo            | Cane             | Maiale           |
| ---------------- | ---------------- | ---------------- | ---------------- | ---------------- | ---------------- | ---------------- | ---------------- | ---------------- | ---------------- | ---------------- | ---------------- |
| 1900 31 gennaio  | 1901 19 febbraio | 1902 8 febbraio  | 1903 29 gennaio  | 1904 16 febbraio | 1905 4 febbraio  | 1906 25 gennaio  | 1907 13 febbraio | 1908 2 febbraio  | 1909 22 gennaio  | 1910 10 febbraio | 1911 30 gennaio  |
| 1912 18 febbraio | 1913 6 febbraio  | 1914 26 gennaio  | 1915 14 febbraio | 1916 3 febbraio  | 1917 23 gennaio  | 1918 11 febbraio | 1919 1º febbraio | 1920 20 febbraio | 1921 8 febbraio  | 1922 28 gennaio  | 1923 16 febbraio |
| 1924 5 febbraio  | 1925 25 gennaio  | 1926 13 febbraio | 1927 2 febbraio  | 1928 23 gennaio  | 1929 10 febbraio | 1930 30 gennaio  | 1931 17 febbraio | 1932 6 febbraio  | 1933 26 gennaio  | 1934 14 febbraio | 1935 4 febbraio  |
| 1936 24 gennaio  | 1937 11 febbraio | 1938 31 gennaio  | 1939 19 febbraio | 1940 8 febbraio  | 1941 27 gennaio  | 1942 15 febbraio | 1943 5 febbraio  | 1944 25 gennaio  | 1945 13 febbraio | 1946 2 febbraio  | 1947 22 gennaio  |
| 1948 10 febbraio | 1949 29 gennaio  | 1950 17 febbraio | 1951 6 febbraio  | 1952 27 gennaio  | 1953 14 febbraio | 1954 3 febbraio  | 1955 24 gennaio  | 1956 12 febbraio | 1957 31 gennaio  | 1958 18 febbraio | 1959 8 febbraio  |
| 1960 28 gennaio  | 1961 15 febbraio | 1962 5 febbraio  | 1963 25 gennaio  | 1964 13 febbraio | 1965 2 febbraio  | 1966 21 gennaio  | 1967 9 febbraio  | 1968 30 gennaio  | 1969 17 febbraio | 1970 6 febbraio  | 1971 27 gennaio  |
| 1972 15 febbraio | 1973 3 febbraio  | 1974 23 gennaio  | 1975 11 febbraio | 1976 31 gennaio  | 1977 18 febbraio | 1978 7 febbraio  | 1979 28 gennaio  | 1980 16 febbraio | 1981 5 febbraio  | 1982 25 gennaio  | 1983 13 febbraio |
| 1984 2 febbraio  | 1985 20 febbraio | 1986 9 febbraio  | 1987 29 gennaio  | 1988 17 febbraio | 1989 6 febbraio  | 1990 27 gennaio  | 1991 15 febbraio | 1992 4 febbraio  | 1993 23 gennaio  | 1994 10 febbraio | 1995 31 gennaio  |
| 1996 19 febbraio | 1997 7 febbraio  | 1998 28 gennaio  | 1999 16 febbraio | 2000 5 febbraio  | 2001 24 gennaio  | 2002 12 febbraio | 2003 1º febbraio | 2004 22 gennaio  | 2005 9 febbraio  | 2006 29 gennaio  | 2007 18 febbraio |
| 2008 7 febbraio  | 2009 26 gennaio  | 2010 14 febbraio | 2011 3 febbraio  | 2012 23 gennaio  | 2013 10 febbraio | 2014 31 gennaio  | 2015 19 febbraio | 2016 8 febbraio  | 2017 28 gennaio  | 2018 16 febbraio | 2019 5 febbraio  |
| 2020 25 gennaio  | 2021 12 febbraio | 2022 1º febbraio | 2023 22 gennaio  | 2024 10 febbraio | 2025 29 gennaio  | 2026 17 febbraio | 2027 6 febbraio  | 2028 26 gennaio  | 2029 13 febbraio | 2030 3 febbraio  | 2031 23 gennaio  |

## Altri popoli

### Laos
Uno stato che ha assorbito molte conoscenze cinesi riguardanti l'astrologia è il Laos.
Un popolo precedente che occupava quella regione, infatti, ha creato i suoi sistemi astrologici basandosi su quelli cinesi.
Questo aveva un legame così intenso che l'astrologia arrivò a mescolarsi con la religione di questo popolo, rendendo necessaria alla vita comune questa disciplina.
A differenza dei cinesi i popoli del Laos avevano una religione animista e ritenevano che l'astrologia influenzasse perfino i loro dei, governatori degli elementi della natura.